# 小行星3349
小行星3349（英語：3349 Manas）是一颗围绕太阳公转的小行星。1979年3月23日，尼古拉·切爾尼赫在克里米亚发现了此天体。
这颗小行星的绝对星等为148.35632等。